# Toni Marí Sart

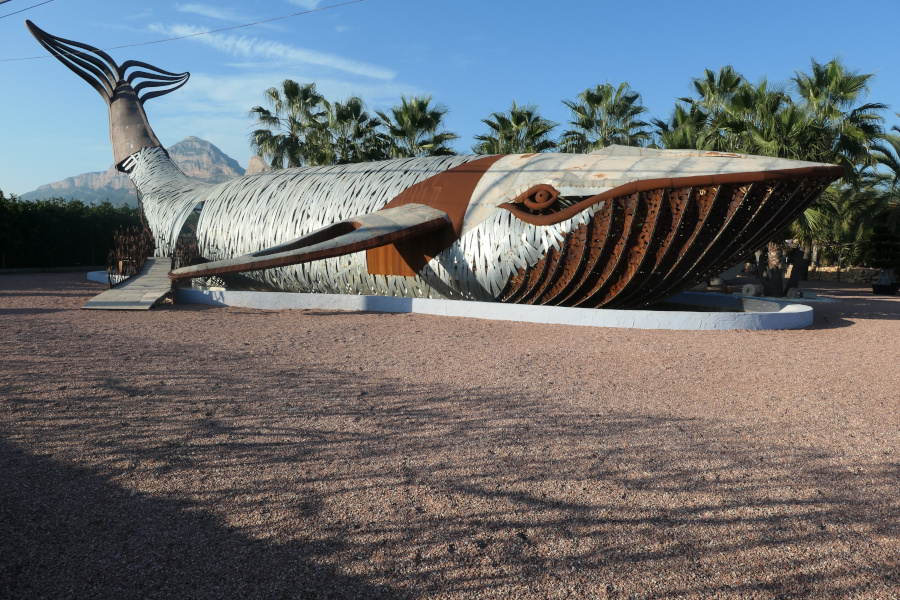
Walfisch beim Atelier in Xàbia

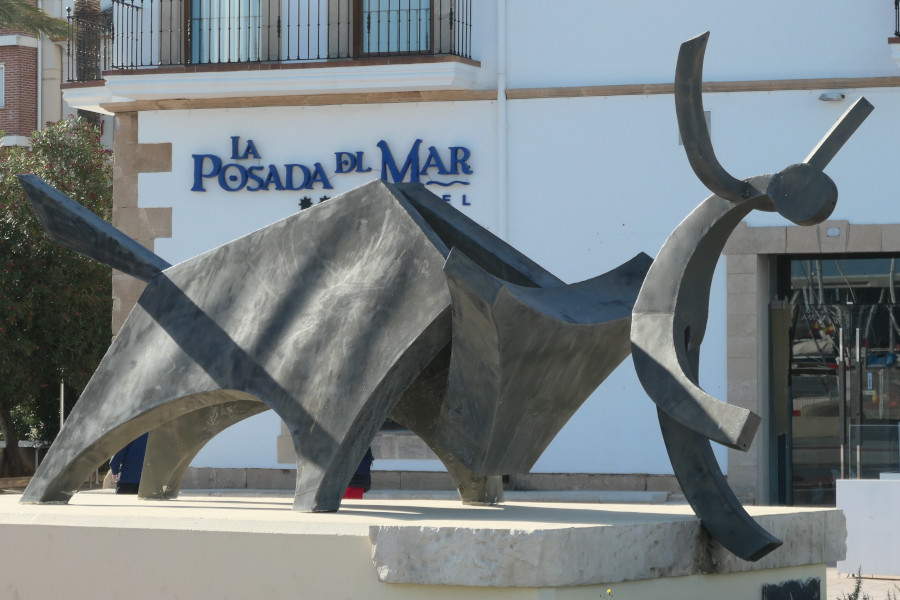
Bous a la Mar in Dénia

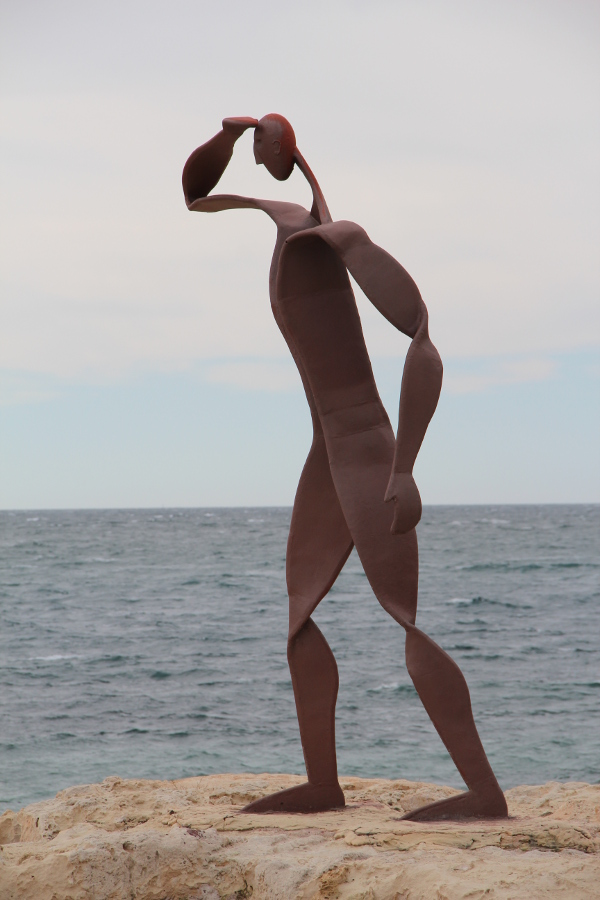
Hombre mirando al mar in Moraira

Toni Marí Sart (eigentlich: Antonio Marí Sart; geb. 10. November 1963 in Xàbia) ist ein spanischer Bildhauer und Eisenplastiker in Xàbia an der Costa Blanca.

## Leben und Werk
Geboren und aufgewachsen in Xàbia mit seinem Vater (Maurer), seiner Mutter (Hausfrau) und seiner Schwester Maria. Er begann bereits mit fünf Jahren Metall, Draht und Holz zu bearbeiten. Im Alter von 14 Jahren, nach der obligatorischen Schulzeit, arbeitete er in einer Schlosserei und erlernte das Handwerk des Schmieds. Mit 22 Jahren eröffnete er seine eigene Schlosserei in Xàbia. Für den Platz vor seinem Atelier fertigte er einen Esel aus Eisen an. Weil die Stadt die Bewilligung verweigerte, konnte die Skulptur nicht platziert werden. Parallel zur Arbeit als Schlosser schuf er weitere Skulpturen, erst im Auftrag von Privatpersonen, dann von Kommunen und für Ausstellungen. Im Alter von 38 Jahren konzentrierte er sich auf die künstlerischen Arbeiten. Seit 2013 befindet sich sein Atelier am Rand der Stadt Xàbia. Von der Straße aus ist die Plastik des Walfischs gut sichtbar.

## Bevorzugte Formen
Seine bevorzugten Formen sind seit seiner Kindheit die Tiere. Er begann mit der Bearbeitung des Stiers in verschiedenen Positionen (stehend, rennend, sitzend, schlafend). Später kamen die Formen des Esels, der Fische, der Ziege und des Vogels dazu. Im Alter von 33 Jahren begann Toni Marí mit der Realisierung von menschlichen Formen. Bekannt sind der Seher und der Läufer. Seine Formen, ob Tier oder Mensch, erscheinen immer dreidimensional.

## Werke im öffentlichen Raum und Ausstellungen
- 1992: Ausstellung in der Prag Gallery in New Jersey
- 1993: Ausstellung in der Dyhansen Gallery in New York
- 1994: Ausstellung bei der UNESCO in Paris
- 1997: Las negras de Almería, Parque Natural in Almería
- 1998: Grupo escultórico Delfines, Paseo Marítimo in Valencia
- 1998: Bous a la Mar, Plaza Baix la Mar in Dénia
- 2000: Ausstellung in der Galería Abat Agurre in Bilbao
- 2001: Ausstellung Artistas de Vanguardia in Palmela
- 2001: Esculturas, Ciudad de las Ciencias, Museu de les Ciències Príncep Felipe in Valencia
- 2002: Esculturas, Parque la Rambla und Avenida de Francia in Valencia
- 2003: Ausstellung Residencial Golf Masía Bach in Barcelona
- 2003: Hombre mirando al mar in Moraira
- 2003: Gaviotas con velero, entrada de la ciudad in Xàbia
- 2004: Ausstellung Homenaje a Cavanilles, Universidad de Valencia, Jardín Botánico in Valencia
- 2004: Visión de Futuro, Casa Real in Madrid
- 2005: Escultura para la Jefatura de la Policía Local in Valencia
- 2005: Escultura, Camino de Santiago, Convento de Belorado in Burgos
- 2005: Tierra y Mar, rotonda entrada in Teulada
- 2006: Atún Rojo, rotonda entrada in Moraira
- 2007: El Sequier, rotonda alegoría al agua in Pedreguer
- 2007: Esculturas, Jardín del Turia, frente al Oceanográfico in Valencia
- 2010: Conjunto escultórico in Els Poblets
- 2010: El Prado in Ondara
- 2010: Rotonda alegoría al Mar in Campello
- 2010: Ausstellung  im Komitee der Regionen, Europaparlament in Brüssel
- 2010: Ausstellung Galerie Patries van Dorst in Leiden
- 2010: Monumento alegoría a los músicos in Rojales
- 2011: Moros y cristianos in Alcoy
- 2011: Pelotari in Ondara